# 坂尚站
坂尚站，规划称金尚路站，施工时称湖里法院站，是厦门轨道交通3号线的地铁车站，位于中华人民共和国福建省厦门市湖里区枋湖北二路与金尚路交叉口。本站于2021年6月25日正式启用。

## 站名
坂尚站所在的交叉路口属于禾山街道坂尚社区，其得名于设立时下辖的坂上、尚忠两个自然村。其中尚忠村旧称“上张”，因建村时的张姓人口比例减少，其他姓氏人口比例增多而改为现名。本站在3号线一期调整后出现，名为金尚路站，在施工的招标公告中则改为湖里法院站，最终在开通前定为现名。

## 历史

### 建设
坂尚站由中铁一局厦门分公司承建，于2017年3月25日进入第一期围挡施工阶段。车站基坑底部多为残积土及全风化岩层，开挖深度处地下水约有3米深，原计划使用127mm直径无缝钢管降低地下水位。实际基坑开挖前，使用的是609mm直径管井先行降低地下水位，以加固坑内土体，保证基坑开挖时无地下水；管井亦在一定程度上代替了坑内临时集水区，保证雨季时基坑不被淹没。施工队考虑到1号线与2号线部分车站施工时存在管线交错，留给阀门检修的空间不足的问题，故建立三维建筑信息模型对坂尚站管线进行排布，以提高工程质量。这也让本站成为厦门地铁首批使用该技术施工的车站之一。
2020年3月，厦门轨道交通3号线岛内段全线洞通后进入铺轨阶段，坂尚站成为5个设有铺轨基地的车站之一。11月17日，本站附属结构1号出入口通过观感质量验收，中铁一局厦门分公司将车站移交给机电施工方，这是厦门岛内最后一个完成该阶段的车站。

### 运营
2021年6月25日，本站跟随厦门轨道交通3号线开通运营。2023年11月1日起，厦门地铁全线网将运营时间提早至6:00，在运行半个月后，坂尚站在每天开站前半小时的各车站客流排名第五。

## 车站结构
坂尚站长314.35米，建筑面积17603.28平方米，施工时基坑开挖11.2—17.4米。3号线在地下一层设有側式站台和五缘湾停车场出入库线，站台采用三柱双跨结构支撑，付费区和非付费区在地下二层设有过轨通道。

### 车站楼层

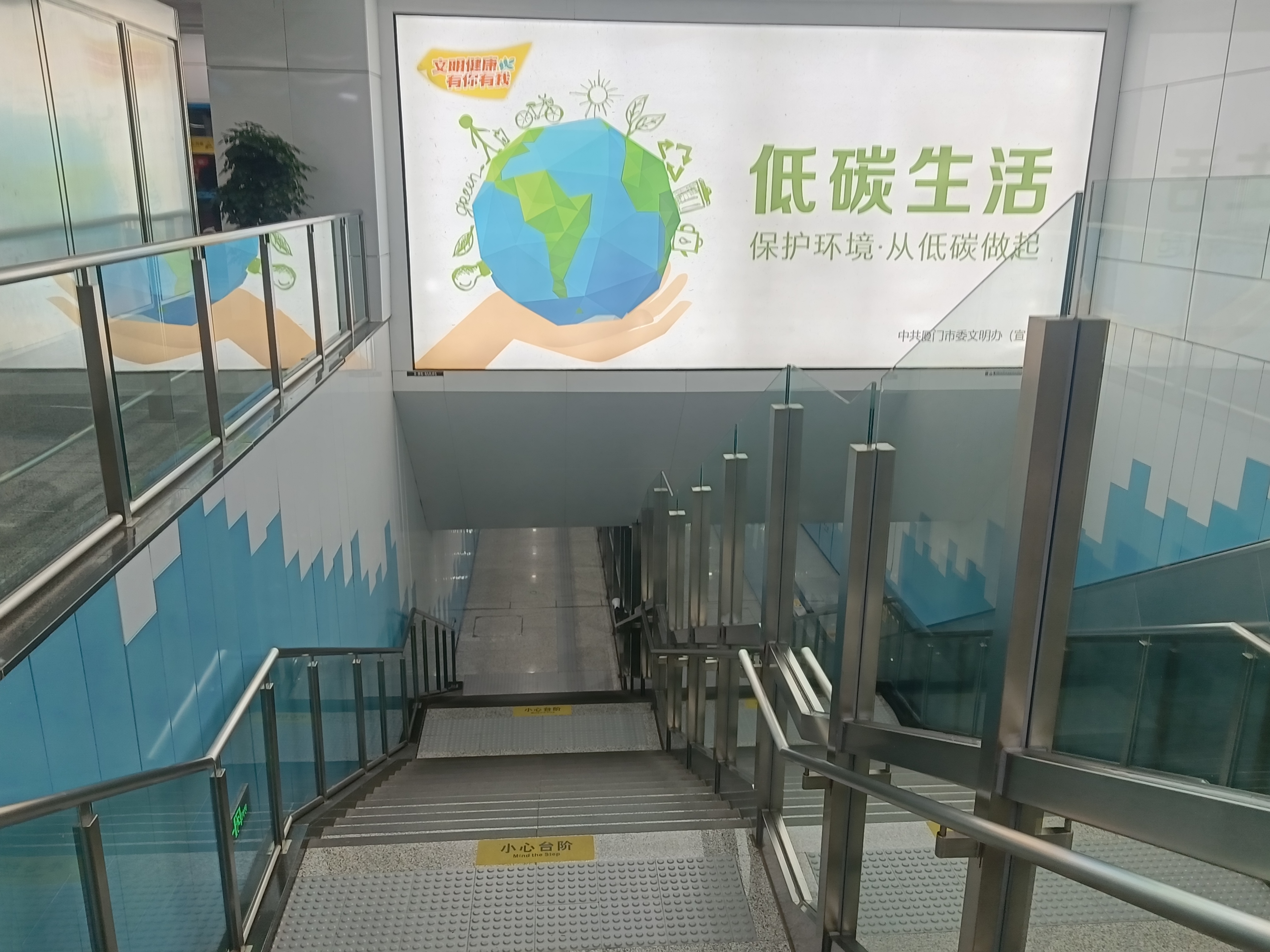
坂尚站过轨通道在北站厅的入口

| 地面层   | 出入口                               | 出入口                               |  |  |
| 地下一层 | 北站厅                               | 商店、票务服务、客服中心、进出站闸机 |  |  |
|          | 侧式站台，列车运行方向右侧的车门开启 |                                      |  |  |
|          |                                      | 3 往厦门火车站方向 （安兜）          |  |  |
|          |                                      | 3 往蔡厝方向 （湖里創新園）          |  |  |
|          | 侧式站台，列车运行方向右侧的车门开启 |                                      |  |  |
|          | 南站厅                               | 商店、票务服务、客服中心、进出站闸机 |  |  |
| 地下二层 | 換向通道                             | 過軌通道                             |  |  |

### 出入口信息
本站设1、2、3、4号（共4个）出入口。
|                           |                           |                                     |                                                                          |
| 编号                      | 设施                      | 出口指示                            | 建议前往的目的地                                                         |
| 1                         | 扶手电梯标志              | 湖里区人民检察院、 枋湖北二路北侧   | 林业花园、安岭路、厦门市市政工程管理处（路灯管理所）                     |
| 2                         | 升降机标志 · 扶手电梯标志 | 湖里区人民法院、 厦门市湖里实验中学 | 厦门市公安局湖里分局、金色阳光、中骏天宸、枋湖北路                       |
| 3                         | 升降机标志 · 扶手电梯标志 | 富贵门花园、坂上社                  | 火炬新科廣場                                                             |
| 4                         | 扶手电梯标志              | 金尚路東侧、尚忠社                  | 湖里区县后幼儿园、金汇花园小区、枋湖北路、禾山派出所、禾山市场监督管理所 |
| 註： 設有 \| 設有扶手電梯 |                           |                                     |                                                                          |

## 未来发展
2022年11月4日，厦门轨道交通第三期建设工程开始在厦门地铁官网进行环评公示，其中的厦门轨道交通9号线二期工程计划在本站设站。